# Trinity Blood
Trinity Blood (トリニティ・ブラッド?) es una serie de novelas ligeras escritas por Sunao Yoshida con ilustraciones por Thores Shibamoto inspiradas a un personaje històrico, Catalina Sforza, y originalmente publicada en la revista The Sneaker, seriadas en dos partes: R.A.M. y R.O.M. Situada 900 años después del Armagedón, se centra en la guerra fría que se vive entre El Vaticano y el Imperio De La Verdadera Raza. La trama incluye una mezcla de ciencia ficción, acción e intriga política.
Trinity Blood muestra un mundo donde los elementos actuales e históricos aparecen mezclados y distorsionados. En él, la Iglesia católica atravesó una drástica reforma que la volvió muy distinta a como era antes del Armagedón (por ejemplo, existe una igualdad entre hombres y mujeres o la figura del matrimonio eclesiástico). Además, existe en contraposición a la Iglesia un estado llamado El Imperio que se asemeja a los Imperios Bizantino, Ruso y Otomano. Estos elementos propios de Trinity Blood logran crear un universo que mantiene rasgos y similitudes con el actual, pero también genera un contraste muy marcado.
Trinity Blood se ha adaptado tanto en manga y anime, con notables diferencias entre las tres versiones. Después de la prematura muerte de Yoshida el 15 de julio de 2004, Kentaro Yasui, su amigo y autor de las novelas Ragnarök, intervino para completar las restantes novelas. Yasui también le ayuda para completar el manga, con ilustraciones de Kiyo Kūjō. La serie de anime, que abarca 24 episodios, fue producida por Gonzo y originalmente fue presentada en la red de WOWOW.

## Sinopsis
Después del Armagedón apareció en la tierra una segunda especie inteligente, los cuales por sus increíbles habilidades sobrehumanas y la fisiológica necesidad de sangre, fueron llamados vampiros de acuerdo a las antiguas leyendas. Y entonces comenzó una guerra entre la raza Matusalén (como orgullosamente se llaman a sí mismos los vampiros) y los humanos (también llamados Terranos de forma despectiva por los vampiros).
La Iglesia Católica, con la unión de varios países es la organización que protege a los humanos y lucha contra los vampiros, quienes están organizados en un imperio llamado el Imperio De La Verdadera Raza, y cuya emperatriz es un misterio tanto para humanos como para los mismos Matusalenes. La guerra duró un largo periodo y ese tiempo fue llamado La Era Oscura. Para cuando la guerra terminó, lo que quedaba del ya semidestruido mundo vivía entonces en otra Edad Media. Ambos, el Imperio y El Vaticano se encuentran ahora en una guerra fría; El Vaticano sabe que el Imperio posee vasta cantidad de armas basadas en Tecnologías Perdidas y que una nueva guerra podría significar la derrota de los humanos. Es por eso que ni humanos ni vampiros desean una nueva guerra, aunque la enemistad entre ambas razas perduran.
Sin embargo, hay una fracción radical cuyo objetivo es que dicha guerra comience. Son una organización clandestina llamada la Orden Rozenkreuz que usa procedimientos terroristas para alentar a las dos naciones a pelear de nuevo.
Con el propósito de hacer frente a esta organización, el Departamento de Asuntos Exteriores de El Vaticano ha creado un grupo de operaciones especiales "AX", dirigido por la Cardenal Catherina Sforza Duquesa de Milán, y cuyos miembros son monjas y sacerdotes entrenados para la batalla y, en su mayoría, con habilidades especiales.
Abel Nightroad es un joven y amable padre que pertenece a este grupo, siendo llamado "uno de los mejores talentos de El Vaticano" por su jefa, a pesar de su torpeza. Él es uno de los subordinados más leales a Catherina aunque su pasado no está muy claro y su naturaleza misma es un misterio: él es un Crusnik, un tipo de vampiro que se alimenta de la sangre de otros vampiros.

### Serie R.A.M.
En la serie de novelas Rage Against the Moons, la historia sigue a Abel y sus compañeros de AX en la lucha contra la Orden Rozenkreuz que ha logrado infiltrarse en El Vaticano y desestabilizarlo con la creación de un Nuevo Vaticano. Comienza con la misión fallida de Fleur du Mal (un grupo radical desorganizado de poco peso) y la confirmación de la existencia de una organización terrorista mayor.
Entonces se suceden diferentes intentos de esta organización para hacer que la guerra comience, terminando en la creación del Nuevo Vaticano por un golpe de Estado dirigido por el ex-arzobispo Alfonso d'Este y ayudado por la Orden.

### Serie R.O.M.
En la serie Reborn on the Mars la lucha contra la Orden continúa en un nivel diferente. Al principio de la novela aparece la hermana Esther Blanchet, una joven novicia que es también partisana de la insurrección en la ciudad de Istavan, luchando contra el tirano Gyula Khadar Marqués de Hungría, un Matusalén noble. Cuando el Marqués es derrotado con la ayuda del padre Abel Nightroad, Esther se dirige a Roma, donde se vuelven a reunir cinco meses después.
El Imperio ha enviado un mensajero secreto a la Cardenal Catherina, pero esta peligrosa reunión se ve asediada por la intrusión del Departamento de Inquisición (Vineam Domini) y por la Orden misma. Pero más allá de la vista de la Emperatriz y de los jefes de Estado de El Vaticano, un gran complot terrorista crece en el seno del Imperio bajo el control de la Orden Rozenkreuz.

## Obra
La historia escrita por Sunao Yoshida ha sido adaptada en otras dos versiones (anime y manga) basadas en las novelas ligeras. A diferencia de la historia original, el manga y anime ofrecen la misma historia a públicos distintos.

### Novela
Trinity Blood apareció originalmente como dos series de seis volúmenes de novela ligera. La primera serie se titula Rage Against the Moons (RAM), y la segunda serie Reborn on the Mars (ROM). La serie R.A.M. se centra en los diversos casos de los miembros de la AX, sobre todo el Padre Abel Nightroad, los crecientes problemas con la Orden Rosenkreuz y la búsqueda de la paz entre los seres humanos y vampiros. En la serie R.O.M. se retoman elementos de la otra serie sin que necesariamente haya una relación cronológica. Su lectura debe llevar un orden alternado (RAM1, ROM1, RAM2, ROM2 etc.) para que se entiendan de mejor manera algunas partes de la trama, sobre todo, la aparición paulatina de los personajes.
También existe otro volume de Reborn on the Mars ((ROM VII - Aurora's Fang)) que no ha podido ser completada por el fallecimiento del autor. En 2005 fue publicado en Japón ((Trinity Blood Canon Summa Theologica)) que contienen historias del ROM7 y otros historias y detalles que explica mejor la novela.
Las novelas de la serie fue publicada primero por entregas en la revista The Sneaker y después en forma de libro de bolsillo por Kadokawa a partir de 2001. Timunmas empezó el 18 de septiembre de 2007 la publicación de las traducciones al castellano de la serie, empezando por ROM I La Estrella de la Desolación.
En inglés, las novelas están siendo traducidas por Tokyopop. La primera novela apareció el 10 de abril de 2007. Tokyopop alterna la publicación de ambas series cada cuatro meses.

### Manga
La saga está siendo adaptada en una serie manga con ilustraciones de Kashito Memata, basada en la historia original de las novelas y el diseño de personajes de Thores. Originalmente apareció en la revista Asuka y al 2009 se sigue publicando en volúmenes por Kagasagua Shoten. El primer volumen del manga salió al mercado el 17 de marzo del 2004. Nuevas versiones han seguido esporádicamente, el décimo volumen que se ha realizado el 16 de febrero de 2008 y a agosto de 2009 se publican los capítulos de lo que será el Tomo 12.
La serie tiene licencia para la publicación en los Estados Unidos por Tokyopop y está apareciendo en un calendario trimestral. En los Estados Unidos se traduce al inglés por libertad de Beni Axia Conrad y adaptada por Christine Boylan. En Australia, los volúmenes de Tokyopop están siendo publicados por Madman Entertainment importación a través de un acuerdo con Tokyopop. En Argentina es publicado por Editorial Ivrea, mientras que en España es publicado por Norma Editorial.
| Volumen | Fecha de lanzamiento (Japón) | ISBN                   | Fecha de lanzamiento (Estados Unidos) | ISBN                   |
| ------- | ---------------------------- | ---------------------- | ------------------------------------- | ---------------------- |
| 1       | 17 de marzo de 2004          | ISBN 978-4-04-924970-5 | 7 de noviembre de 2006                | ISBN 978-1-59816-674-3 |
| 2       | 17 de julio de 2004          | ISBN 978-4-04-924976-7 | 13 de marzo de 2007                   | ISBN 978-1-59816-675-0 |
| 3       | 17 de enero de 2005          | ISBN 978-4-04-924994-1 | 3 de julio de 2007                    | ISBN 978-1-59816-676-7 |
| 4       | 17 de junio de 2005          | ISBN 978-4-04-925003-9 | 13 de noviembre de 2007               | ISBN 978-1-59816-677-4 |
| 5       | 17 de septiembre de 2005     | ISBN 978-4-04-925012-1 | 13 de febrero de 2008                 | ISBN 978-1-4278-0014-5 |
| 6       | 2 de febrero de 2006         | ISBN 978-4-04-925021-3 | 13 de mayo de 2008                    | ISBN 978-1-4278-0015-2 |
| 7       | 15 de julio de 2006          | ISBN 978-4-04-925029-9 | 12 de agosto de 2008                  | ISBN 978-1-4278-0177-7 |
| 8       | 16 de diciembre de 2006      | ISBN 978-4-04-925038-1 | 11 de noviembre de 2008               | ISBN 978-1-4278-0692-5 |
| 9       | 17 de mayo de 2007           | ISBN 978-4-04-925043-5 | 3 de febrero de 2009                  | ISBN 978-1-4278-0884-4 |
| 10      | 16 de febrero de 2008        | ISBN 978-4-04-925057-2 | 1 de mayo de 2009                     | ISBN 978-1-4278-1523-1 |
| 11      | 17 de octubre de 2008        | ISBN 978-4-04-925064-0 | 1 de agosto de 2009                   | ISBN 978-1-4278-1638-2 |
| 12      | 24 de agosto de 2009         | ISBN 978-4-04-925068-8 | 30 de marzo de 2010                   | ISBN 978-1-4278-1796-9 |
| 13      | 24 de noviembre de 2010      | ISBN 978-4-04-925072-5 | —                                     | —                      |
| 14      | 24 de octubre de 2011        | ISBN 978-4-04-854692-8 | —                                     | —                      |
| 15      | 24 de agosto de 2012         | ISBN 978-4-04-925078-7 | —                                     | —                      |
| 16      | 23 de marzo de 2013          | ISBN 978-4-04-925079-4 | —                                     | —                      |
| 17      | 24 de marzo de 2014          | ISBN 978-4-04-121042-0 | —                                     | —                      |
| 18      | 24 de marzo de 2015          | ISBN 978-4-04-102770-7 | —                                     | —                      |

### Anime
La serie de anime Trinity Blood fue estrenada en la red de satélite WOWOW el 28 de abril de 2005 y corrió a través de 6 de octubre de 2005, abarcando un total de 24 episodios. Dirigido por Tomohiro Hirata, destacó la adaptación del diseño de personajes de Atsuko Nakajima y la música de Takahito Eguchi. El satélite canal Animax también salió al aire la serie en inglés a través de sus redes en Asia Sudoriental y Asia Meridional, y en español y portugués a través de sus redes en América Latina y Brasil, respectivamente. La serie también fue presentada en Malasia en ntv7, en Australia por el australiano Cartoon Network Adult Swim, y en España en Canal Buzz.
Funimation, que posee la Región 1 licencia para la serie, dio Trinity Blood a 90 minutos en Estados Unidos de proyección en salas de cine para promover la serie. La película se hizo mediante la combinación de los cuatro primeros episodios de la serie. El nombre de Trinity Blood: Génesis, la película fue liberado 5 de mayo de 2006 en relación con el Anime Central en Chicago, IL, seguido por un plazo limitado a seleccionar y teatros en otras convenciones de anime. La serie fue lanzado en DVD en seis volúmenes con Inglés y japonés de audio y subtítulos en inglés. Cada volumen está disponible en una edición regular, una edición limitada, y como parte del valor de precio Viridian Collection. También ha liberado la serie completa como una serie completa box set.
Como Opening fue utilizado el tema Dress del grupo japonés Buck-Tick, el cual había sido lanzado originalmente el 1993, pero fue modificado como "Bloody Trinity Mix" para adaptarse al tiempo del opening; el video de apertura se reduce a una secuencia de fragmentos de escenas del mismo anime. En el ending participó Tomoko Tane con el tema Broken Wings.
El anime es visualmente inspirado en algunas películas de la época, como Equilibrium, The Matrix y Underworld. Escenas como la de Tres Iqus en el escondite de los vampiros, se observa una clara inspiración en la escena de John Preston en Equilibrium (2002).
- Opening: Dress (Bloody Trinity Mix) interpretado por Buck-Tick
- Ending: Broken Wings interpretado por Tomoko Tane

## Personajes
Abel Nightroad
Seiyū: Hiroki Tōchi
Actor de voz: Héctor Indriago
El padre Abel es un sacerdote viajero que se encarga de investigar in situ por órdenes de sus superiores, solo porta un arma de seis tiros con lbil a pesar de disimularlo es un arma del bien. Su personalidad inocente y positiva esconde un carácter duro y fuerte, y no duda en usar la violencia como recurso final. Antiguamente, fue uno de los cuatro encargados de la colonización de Marte con rango de teniente coronel de las fuerzas armadas de la Tierra, ganándose en esta misión el título del Crusnik 02, el cual además es el código de activación de sus nanomáquinas, en su juventud, despreciaba a los humanos, pero los atroces actos de su hermano gemelo lo hicieron retirarse por novecientos años, hasta que conoció a Catherina Sforza y se unió a los AX. En su forma de Crusnik se asemeja a un demonio con alas negras de un ángel, entre mayor sea el porcentaje, mayor será el cambio, aunque nunca utiliza más allá del 80%, excepto para combatir a Caín (en el último combate). Su arma es una guadaña de sangre solidificada con un látigo cortante en el mango.
Esther Blanchett
Seiyū: Mamiko Noto
Actriz de voz: Yensi Rivero
Era novicia de Hungría, pero después del asesinato de la religiosa que la crio, se rebeló contra los vampiros de la zona, de los cuales, la rescató Abel, posteriormente, se une a los AX. Realmente ella es la legítima sucesora del reino de Albión, el principal aliado de El Vaticano, que fue entregada a su tutora por un matusalén al servicio de la reina para que estuviera fuera de peligro. En un comienzo se niega a creer que puedan existir matusalenes bondadosos, pero al convivir con Ion, su tovarash (es decir, una persona que daría la vida por ella) se da cuenta de que también son seres humanos, por lo que a partir de entonces comienza a cambiar de opiniones.
Seth Nightroad
Este era el miembro más joven entre los crusnik, su aspecto es el de una niña de catorce años de cabello negro y corto, aunque antes de la guerra no tenía más de cinco años. Después de la traición de Caín, creó la nación vampiro la cual ha dirigido por más de novecientos años como su emperatriz. Jamás nadie ha visto su rostro exceptuando a un par de colaboradores de confianza. Como Crusnik, con su poder puede transformar su sangre en un par de espadas con forma de diapasón cuya emisión de ondas sónicas deshidrata a sus oponentes y los desintegra transformándolos en sal. Suele vestirse como una joven vendedora en las calles, para poder salir sin ser reconocida.
Tres Iqus
Este sacerdote es el francotirador más implacable de El Vaticano, capaz de masacrar a un ejército solamente con el par de pistolas automáticas que carga. La única persona que ha logrado esquivar sus disparos es Abel, ya que en realidad Tres es un androide serie HC-IIIX, con habilidades de batalla y combate cuerpo a cuerpo que semejan mucho a las del clérigo John Preston en el film Equilibrium. Por su naturaleza, se le encargan misiones que el resto de AX no podría llevar a cabo por sus escrúpulos, mientas él no tiene reparos en cumplirlas al carecer de emociones, o eso se cree, ya que algunas veces se le ha visto desobedecer o mentir para proteger a sus objetivos. Por lo general parece solo un hombre joven y pelirrojo sin sentido del humor; su programa en general posee dos estados, el primero es "homeostasis", en el cual funciona y combate generalmente siendo extremadamente letal, pero si el enemigo es demasiado peligroso, bien armado o extremadamente numeroso cambia al estado "genocidio", en el cual es capaz de asesinar a un ejército completo en un par de minutos. Se reconoce que está a punto de entrar en acción porque su ojo izquierdo se ilumina con un brillo rojo.
Cardenal Catherina Sforza
Una mujer fuerte y decidida, la segunda consejera del Papa y quien intenta hacerlo pensar por sí mismo. Es huérfana desde que era una bebe. Su familia fue masacrada por matusalenes y ella se salvó solo por la intervención de Abel. Desde entonces se ha dedicado a la iglesia y más específicamente a los conflictos con el imperio. A pesar de que es la primera en tomar acciones violentas contra los ataques de los matusalenes, también es la primera en apostar por un tratado en entre ambas razas.
Ion Fortuna
Ion es el conde de Memphis y actúa como mensajero de Augusta Vladica. Él es muy joven todavía, aunque él es más viejo de lo que parece.Ya que es un vampiro de Matusalen. Vive con su abuela, Mirka Fortuna y viaja a El Vaticano con su amigo de la infancia Radu Barvon. Odia a los Terranos pero allí conoce a la hermana Esther una Terrana de quien se enamora y por quien sería capaz de dar su vida.

### Novelas y Manga
- Novela en inglés: Rage Against the Moon (RAM)
- Novela en inglés: Reborn on the Mars (ROM)
- Sitio oficial del manga en TokyoPOP
- Sitio oficial del manga en Kadokawa
- Sitio oficial del manga en Madman

### Anime
- Página oficial en Funimation (en inglés)
- Página oficial en WOWOW (en japonés)

- Datos: Q128338
- Multimedia: Trinity Blood / Q128338